# Norman H. Anderson
Norman Henry Anderson (nacido el 23 de julio de 1925) es un psicólogo social, fundador de la Teoría de la Integración de la Información.
Anderson es un Profesor Señalado  Emérito  en la Universidad de California, San Diego, donde  fue uno  de tres fundadores del Departamento de Psicología.  Recibió un BS en 1946 y una MS en 1949 de la Universidad de Chicago, y una  MS en 1955 y un PhD en 1956 de la Universidad de Wisconsin,  con una tesis sobre el Efecto de la probabilidad condicionada de primer orden en una situación de aprendizaje de dos elecciones. Anderson también enseñó en La Universidad de California, Los Ángeles (UCLA) durante los 1960s y 1970s, y está acreditado con el desarrollo de la  Teoría de Integración de la Información.
Anderson era el ganador del Premio AAAS Premio para Investigación de Ciencia Conductual de 1972

## Mayores materiales publicados

### Libros
- Anderson, Norman; Berkowitz, Leonard (1978). Cognitive Theories in Social Psychology: Papers from the Advances in Experimental Social Psychology. Boston: Academic Press. ISBN 0-12-091850-1.
- Anderson, Norman (1981). Foundations of Information Integration Theory. Boston: Academic Press. ISBN 0-12-058101-9.
- Anderson, Norman (1982). Methods of Information Integration Theory. Boston: Academic Press. ISBN 0-12-058102-7.
- Anderson, Norman H. (Norman Henry) (1991). Contributions to Information Integration Theory. Mahwah, N.J: Erlbaum. ISBN 0-8058-0836-1.
- Anderson, Norman (1996). A Functional Theory of Cognition. Hillsdale, N.J: L. Erlbaum Associates. ISBN 0-8058-2244-5.
- Anderson, Norman (2001). Empirical Direction in Design and Analysis. Hillsdale, N.J: L. Erlbaum. ISBN 0-8058-3978-X. (enlace roto disponible en Internet Archive; véase el historial, la primera versión y la última).
- Anderson, Norman H (2008). Unified Social Cognition. Psychology Press.

### Otras publicaciones
Anderson, N. H. & Hovland, C.I. La Representación de Efectos de Orden en Búsqueda de Comunicación. En C.I. Hovland (Ed.), El Orden de Presentación en Persuasión, Puerto Nuevo: Yale Prensa Universitaria, 1957
Anderson, N. H. Prueba de Averaging, Equilibrio, y Congruity Teorías. El papel presentado en conferencia de verano en modelos matemáticos en psicología social. Kent, Connecticut, 1967.
Anderson, N. H. Un Modelo Sencillo para Integración de Información. En R.P. Abelson E. Aronson, W.J. McGuire, T.M. Newcomb, M.J. Rosenberg & P.H. Tannenbaum (Eds.), Teorías de Consistencia Cognitiva: Un Sourcebook., Chicago: Rand McNally, 1968.
Anderson, N. H. Modelos algebraicos en Percepción. En E.C. Carterette & M.P. Friedman (Eds.), Manual de Percepción, Vol. 2. Nueva York: Prensa Académica, 1973.
Anderson, N. H. Teoría de Integración de la información: Una Encuesta Breve. En D.H. Krantz, R.C. Atkinson, R.D. Luce, &P. Suppes (Eds.), Desarrollos Contemporáneos en Psicología Matemática, San Francisco: Freeman, 1974